# 查公館
31°13′45″N 121°27′34″E / 31.2291778°N 121.4593525°E
查公館（英語：Cha House），原名邱氏住宅、民立中學四號樓，是一座位於中國上海市靜安區威海路412号的歷史建築。該建築建於1920年，由上海顏料商人邱信山、邱渭卿兄弟建造和居住，原為兩幢式，分為東樓和西樓，西樓後因上海民立中學改建而被拆卸，僅剩下東樓—民立中學四號樓用作學校辦公用途。到了2002年，香港興業國際向上海靜安區政府購入了民立中學所在地—大中里地皮的土地使用權，該建築亦從舊址移至今日可見的新址，並成為興業太古滙內其中一幢建築物。

## 歷史

### 邱氏住宅時期（1920年至1940年）
查公館原為二十世紀二十年代上海顏料商人邱信山、邱渭卿兄弟發跡時所興建。建於1920年的邱氏住宅，原為兩幢式的設計，園內相通對稱，邱氏兄弟二人各一幢，分稱東樓和西樓。

### 民立中學時期（1940年至2002年）
抗日戰爭爆發後，上海市民立中學由於原有校舍毀於炮火，在租界內租借的臨時校舍不敷應用，極需另覓較大房屋，遂於1940年向邱家租借了此住宅。戰後，大樓曾被國民政府用作新生活俱樂部。其後西樓拆卸，而東樓則繼續作民立中學校舍，並於1999年獲評定為上海市優秀歷史建築。

### 重建時期（2002年至2017年）
2002年，香港上市公司香港興業國際集團有限公司以約13億人民幣的價格購入大中里地塊，並著手發展成綜合商業項目。在規劃過程中，為保護極具歷史價值的民立中學，經專家反覆技術論證，最終決定採用當年極新的技術將整幢中西合璧的花園式樓房平移至威海路旁。
2010年1月26日，該建築連同托盤由液壓千斤頂推動，以每分鐘兩厘米的速度，在預先鋪設的軌道上滑向臨近地塊南端威海路的新位置。整個移動過程歷時兩周，於2月7日完成，不仅水平平移了57.6米，同时还升高了0.4米。
其後，老校舍經修繕並保存上海獨特歷史建築風格，莊重典雅。

### 查公館（2017年至現在）
民立中學四號樓重新命名為查公館，以紀念投資方之一的香港興業國際創辦人查濟民，但不會對外開放。